# Shahrzad Sepanlou
Shahrzad Sepanlou, née le 6 novembre 1972 à Téhéran, est une chanteuse américaine, d'origine iranienne, de pop persane.
Fille du poète Mohammad-Ali Sepanlou, elle émigre aux États-Unis à l'âge de 12 ans et vit à Los Angeles. Elle commence à chanter avec Silhouette, un groupe de pop persane, puis se produit en solo à partir de 2000.

## Discographie[3]
- Water, Fire, and Earth (avec Silhouette)
- Our Story
- 1001 Nights
- TŌ
- One Day
- A brief pause